# Pärlhaj
Pärlhaj (Heptranchias perlo) är en hajart som först beskrevs av Pierre Joseph Bonnaterre 1788.  Pärlhaj ingår i släktet Heptranchias och familjen kamtandhajar. IUCN kategoriserar arten globalt som nära hotad. Inga underarter finns listade i Catalogue of Life.
Denna haj förekommer med flera från varandra skilda populationer i alla tropiska och tempererade hav. Den vistas nära kusterna till ett djup av 1000 meter. Arten blir upp till 140 cm lång. Honor blir könsmogna när de är 100 cm långa och hannar vid en längd av 70 till 80 cm. Honor lägger inga ägg utan föder 6 till 20 levande ungar per tillfälle. De är vid födelsen 26 till 30 cm långa. Livslängden antas vara samma som hos sexbågig kamtandhaj (Hexanchus griseus). Den senare blir upp till 80 år gammal.
Pärlhaj fiskas i flera regioner. Den hamnar även som bifångst i fiskenät. IUCN listar arten som nära hotad (NT).